# اکتیل متوکسی‌سینامات
اکتیل متوکسی‌سینامات (به انگلیسی: Octyl methoxycinnamate) با فرمول شیمیایی C۱۸H۲۶O۳ یک ترکیب شیمیایی با شناسه پاب‌کم ۵۳۵۵۱۳۰ است. که جرم مولی آن ۲۹۰٫۳۹۷ g/mol می‌باشد. 